# 1812 en Italie
Chronologie de l'Italie
- 1808
- 1809
- 1810
- 1811
- 1812
- 1813
- 1814
- 1815
- 1816

## Événements
- 22 février : combat de Pirano. Le Rivoli est capturé par les Britanniques en mer Adriatique[1].
- 19 juillet : adoption de la constitution sicilienne[2] (1812-1816).

## Culture

### Opéras créés en 1812
- 8 janvier : L'inganno felice (en français, L'Heureux Stratagème), opéra bouffe en un acte de Gioachino Rossini, livret de Giuseppe Maria Foppa[3], créé à Venise au Teatro San Moisè.
- février : création de Idomeneo, opéra en deux actes (melodramma eroico) de Giuseppe Farinelli, livret de Gaetano Rossi et Luigi Prividali, au Teatro La Fenice de Venise.
- 14 mars : Ciro in Babilonia ossia La caduta di Baldassare (en français, Cyrus à Babylone ou la Chute de Balthazar), opéra (azione sacra) en deux actes avec chœurs de Gioachino Rossini sur un livret de Francesco Avanti[4], créé au Teatro Comunale de Ferrare.
- 30 mars : création de La vedova stravagante de Pietro Generali, au teatro alla Scala de Milan.
- 9 mai : création de La scala di seta  (en français, L'Échelle de soie), opéra (farsa (it)) en un acte de Gioachino Rossini, livret de Giuseppe Maria Foppa, créé au Teatro San Moisè à Venise.
- 18 mai : Demetrio e Polibio (en français, Démétrios et Polybe), opéra en deux actes dramma serio de Gioachino Rossini, livret de Vincenzina Viganò-Mombelli, créé au Teatro Valle de Rome.
- 26 septembre : La pietra del paragone (en français, La Pierre de touche), opéra bouffe en deux actes de Gioachino Rossini, livret de Luigi Romanelli, créé au teatro alla Scala de Milan.

## Naissances en 1812
- 19 février : Lauro Rossi, compositeur d'opéras. († 5 mai 1885)
- 12 mars : Giuseppe Palizzi, artiste peintre italien peintre paysagiste romantique et animalier, proche de l'école du Pausilippe. († 10 janvier 1888)
- 26 mars : Antonio Bignoli, peintre, connu pour ses portraits, notamment ceux de Cherubino Cornienti et de Giovanni Strazza. († 26 mars 1886)
- 24 mai : Teodoro Duclère, peintre de paysages et dessinateur, faisant partie de la Scuola di Posillipo. († 1869)
- 22 août : Giacomo Trecourt, peintre, influencé par le néoclassicisme de son maître Giuseppe Diotti, peint des sujets et scènes populaires faisant appel à l'émotion du spectateur. († 15 mai 1882)
- 4 octobre : Fanny Tacchinardi-Persiani, chanteuse lyrique (soprano), interprète de Bellini et de Donizetti, créatrice en 1835, de Lucia di Lammermoor, son rôle fétiche [5].  († 8 mai 1867).
- 20 décembre : Achille Peri, compositeur et chef d'orchestre, surtout connu pour ses opéras, fortement influencés par la musique de Giuseppe Verdi. († 28 mars 1880)

## Décès en 1812
- 7 janvier : Raffaele Albertolli, stucateur, graveur et peintre, connu pour ses portraits et ses paysages (vedute) . (° 21 septembre 1770).
- 27 janvier : Bernardino Nocchi, peintre baroque et néoclassique actif à la fin du XVIIIe et au début du XIXe siècle. (° 8 mai 1741).